# Jarosław Regulski
Jarosław Regulski – polski realizator dźwięku, producent muzyczny, remikser. Ukończył studia na Wydziale Reżyserii Dźwięku Akademii Muzycznej w Warszawie. Zrealizował nagrania m.in.: Maryli Rodowicz, grup: IRA, Perfect, Rezerwat, Krzysztof Ścierański, Shakin' Dudi, Tilt, Voo Voo i wielu innych. Często współpracował z Wojciechem Przybylskim. Realizował i produkował nagrania do wielu filmów i seriali.

## Nagrody i wyróżnienia
| Rok  | Kategoria                    | Tytułem                                     | Nagroda        | Nota      | Źródło |
| ---- | ---------------------------- | ------------------------------------------- | -------------- | --------- | ------ |
| 1994 | Najlepszy realizator dźwięku | Jarosław Regulski                           | Fryderyki 1994 | Nominacja | [ 6 ]  |
| 2004 | Album roku muzyka kameralna  | Piazzolla - Live at Buffo - Tangata Quintet | Fryderyki 2004 | Nominacja | [ 7 ]  |